# Иван-планина
Иван-планина налази се на тромеђи општина Хаџићи, Коњиц и Крешево у Федерацији БиХ. Дио је Динарида. Уједно је природна граница између Средње Босне и Сјеверне Херцеговине. Највиши врх износи 1534 m.

Пружа се од сјеверозапада према југоистоку и представља разводно горје Јадранског и Црноморског слива. Све рјечице и потоци са сјеверних обронака Иван-планине дио су слива ријеке Босне, док воде с јужних обронака припадају сливу Неретве.
Планина је богата јелом, смрчом, буквом и другим растињем.